# 野村旗守
野村 旗守（のむら はたる、1963年12月 - 2022年11月3日）は、日本のジャーナリスト。
埼玉県出身。立教大学文学部史学科卒業。在日外国人向け雑誌の編集者を務めた後、フリーとして活動した。
2022年11月3日、食道癌のため死去。58歳没。

## 著書

### 単著
- 『北朝鮮送金疑惑―解明・日朝秘密資金ルート』文藝春秋〈文春文庫〉、2002年3月1日。ISBN 9784167656317。東洋経済新報社、1999年6月 ISBN 9784492211144
- 『Z(革マル派)の研究』月曜評論社、2003年5月1日。ISBN 9784990163709。

### 共著
- 韓光煕、野村旗守(取材構成)『わが朝鮮総連の罪と罰』文藝春秋〈文春文庫〉、2005年5月10日（原著2002年4月）。ISBN 9784167679415。 （原著 ISBN 9784163583907）
- 大月隆寛、西村幸祐、中宮崇、宮島理他『マンガ嫌韓流の真実!』宝島社〈宝島社文庫〉、2007年9月1日（原著2005年10月21日）。ISBN 9784796660860。 （原著〈別冊宝島〉 ISBN 9784796649735）
- 一ノ宮美成、ベンジャミン・フルフォード、寺澤有、夏原武、山村明義、溝口敦、呉智英他『実録！平成日本タブー大全 マスコミが触れない皇室、学会、芸能、事件の“聖域”！』宝島社〈別冊宝島Real〉、2005年5月26日。ISBN 9784796646680。
- 中宮崇、中岡龍馬、大月隆寛、宮島理 他『嫌韓流の真実！場外乱闘編 ネット報道、キテレツ写真、統計が炙り出す韓国人のリアルな生態！』宝島社〈別冊宝島〉、2006年1月26日。ISBN 9784796651271。
- 宮島理、李策、呉智英、浅川晃広 他『ザ・在日特権』宝島社〈宝島社文庫〉、2007年8月1日（原著2006年5月23日）。ISBN 9784796659208。 （原著 『嫌韓流の真実！ザ・在日特権 朝鮮人タブーのルーツから、民族団体の圧力事件、在日文化人の世渡りまで！』〈別冊宝島〉 ISBN 9784796653299）
- 青木英一、鈴木琢磨、崔永銀、星野陽平、李策共著『図説 内側から見た朝鮮総連―在日朝鮮人ジャーナリストが書いた』イースト・プレス、2006年1月1日。ISBN 9784872576221。
- 陳惠運共著『中国は崩壊しない 「毛沢東」が生きている限り』文藝春秋、2010年1月6日。ISBN 9784163721002。
- 森功、城内康伸、李策ほか共著『戦後日本の闇を動かした「在日人脈」』宝島社〈宝島SUGOI文庫〉、2013年12月5日（原著2013年7月19日）。ISBN 9784800218216。 （原著〈別冊宝島2045〉ISBN 9784800212894）
- 髙英起、夏原武、李策共著『現代日本の闇を動かす「在日人脈」』宝島社〈宝島SUGOI文庫〉、2014年3月15日（原著2013年11月）。ISBN 9784800225573。（原著〈別冊宝島〉 ISBN 9784800218773）
- 室谷克実、黄文雄ほか共著『日本人なら知っておきたい反日韓国100のウソ』』宝島社、2014年12月11日（原著2014年5月17日）。ISBN 9784800233264。 （原著〈別冊宝島2180〉 ISBN 9784800226488）

### 編著
- 『北朝鮮利権の真相』宝島社〈宝島社文庫〉、2004年2月1日（原著2003年5月1日）。ISBN 9784796639606。 （原著：〈別冊宝島Real (049)〉 ISBN 9784796634021）
- 『社民党“崩壊記念”社会党に騙された！―“平和”“人権”を貪った面々の裏面史　さらば偽りの「戦後民主主義」』宝島社〈別冊宝島Real (055)〉、2003年12月1日。ISBN 9784796637770。
- 『沖縄ダークサイド』宝島社〈宝島社文庫〉、2006年4月1日（原著2004年7月2日）。ISBN 9784796652469。 （原著 〈別冊宝島Real (059)〉 ISBN 9784796642057
- 『北朝鮮利権の真相 2　日朝交渉「敗因」の研究』宝島社〈別冊宝島Real (062)〉、2004年11月2日。ISBN 9784796643863。
- 『男女平等バカ―年間10兆円の血税をたれ流す、“男女共同参画”の怖い話!』宝島社〈別冊宝島Real (069)〉、2005年12月1日。ISBN 9784796650403。

## 準レギュラー・常連ゲスト
- 日本文化チャンネル桜